# Giuseppe Pittau
Giuseppe Pittau SJ (auch Joseph Pittau) (* 20. Oktober 1928 in Villacidro, Sardinien, Italien; † 26. Dezember 2014 in Tokio, Japan) war ein italienischer Kurienerzbischof und Koadjutor des Delegaten des Jesuitenordens, den Papst Johannes Paul II. eingesetzt hatte.

## Leben
Giuseppe Pittau trat 1945 dem Jesuitenorden bei und studierte in Italien, Spanien und Japan. Sein Studium beendete er mit einer Promotion zum Dr. phil an der Harvard University.
Am 18. März 1959 empfing Pittau die Priesterweihe und ging anschließend im Auftrag seines Ordens nach Japan. Nach einigen Jahren als Lehrer in Yokosuka und als Dozent an der Sophia-Universität in Tokio wurde er zum Provinzial von Japan ernannt. Einige Zeit später wurde er zum Generalvikar des Ordens in Japan befördert.
In den Jahren 1981 bis 1983 berief ihn Papst Johannes Paul II. zusammen mit Paolo Dezza zum kommissarischen Leiter des Jesuitenordens. Mit umfassenden Vollmachten ausgestattet, wurde damit Pedro Arrupe nach seinem Schlaganfall praktisch entmachtet. Erst als am 13. September 1983 Peter Hans Kolvenbach zum 29. General des Ordens gewählt worden war, wurde er mit Dezza abgelöst. In den folgenden Jahren blieb Pittau einer der engsten Mitarbeiter Kolvenbachs.
1992 wurde Pittau zum Rektor der Gregoriana berufen.
Am 11. Juli 1998 ernannte der Papst Pittau zum Titularerzbischof von Castro di Sardegna und zum Sekretär der Kongregation für das Katholische Bildungswesen. Am 26. September 1998 erhielt Pittau durch Kardinalstaatssekretär Angelo Sodano die Bischofsweihe. Mitkonsekratoren waren der Kardinalpräfekt der Kongregation für das Katholische Bildungswesen, Pio Laghi, und der emeritierte Präsident des Päpstlichen Rates für die Pastoral im Krankendienst, Fiorenzo Kardinal Angelini.
Am 25. November 2003 nahm Papst Johannes Paul II. seinen altersbedingten Rücktritt als Sekretär an. Er kehrte nach Japan zurück, wo er im Dezember 2014 im Alter von 86 Jahren starb.